# Крупски рејон
Крупски рејон (блр. Крупскі раён; рус. Кру́пский райо́н) је административна јединица другог нивоа на крајњем североистоку Минске области у Републици Белорусији. 
Административни центар рејона је град Крупки.

## Географија
Крупски рејон обухвата територију површине 2.138,73 км² и на 6. је месту по величини у Минској области.
Граничи се са Барисавским и Беразинским рејонима Минске области, те са Лепељским, Часничким и Талачинским рејонима Витебске области и са Кругљанским и Бјалиничким рејонима Могиљовске области.

## Историја
Рејон је основан 17. јула 1924. године.

## Демографија
Према резултатима пописа из 2009. на подручју Крупског рејона стално је било насељено 26.522 становника или у просеку 12,41 ст./км².
Основу популације чине Белоруси (92,85%), Руси (5,12%) и остали (2,03%).

### Насеља
На подручју Крупског рејона постоји укупно 231 насељено место. Три насеља су урбаног типа, Крупки са статусом града док Бобр и Халопеничи имају статус варошица. Поред ових градских центара рејон је подељен још на 11 сеоских општина.

## Саобраћај
Преко рејона паралелно пролазе железничка и друмска траса Москва—Брест и аутопут Чашники—Бобр—Беразино.